# はこだて科学網
はこだて科学網（はこだてかがくもう）とは、函館地域における科学技術イベントの活動支援や情報発信を行うサイエンス・サポート函館の事業の1つである。ポータルサイトを運営し、函館市周辺での科学に関連したイベント等の情報を発信している。また函館市内の高等教育機関による体験型展示や出前ワークショップなどを計画している。